# Lazy pod Makytou
Lazy pod Makytou és un poble i municipi d'Eslovàquia que es troba a la regió de Trenčín. La primera menció escrita de la vila es remunta al 1475.

## Demografia
| Godina             | 1994 | 2004   | 2014    | 2024   |
| ------------------ | ---- | ------ | ------- | ------ |
| Nombre de persones | 1455 | 1404   | 1250    | 1224   |
| Diferència         |      | −3,50% | −10,96% | −2,08% |

| Godina             | 2023 | 2024   |
| ------------------ | ---- | ------ |
| Nombre de persones | 1217 | 1224   |
| Diferència         |      | +0,57% |